# Orchomenella decipiens
Orchomenella decipiens är en kräftdjursart som beskrevs av Desmond Eugene Hurley 1963. Orchomenella decipiens ingår i släktet Orchomenella och familjen Lysianassidae. Inga underarter finns listade i Catalogue of Life.